# Bat Out of Hell (sang)
"Bat Out of Hell" er en sang skrevet af Jim Steinman til Meat Loafs album Bat Out of Hell (1977). Den blev udgivet som single i 1979 og igen i 1993.
Ligesmo de fleste andre sange på albummet, så blev den skrevet om Peter Pan og Ønskeøen. Steinman mening var at sangen skulle som en "rock ' n roll sci-fi version af Peter Pan". Steinman færdiggjorde musicalen (som han var begyndt på at skrive i 1968) i 2017.

## Hitlister
| Hitliste (1993)  | Højeste placering |
| ---------------- | ----------------- |
| UK Singles Chart | 8                 |

## Personnel
- Meat Loaf - forsanger
- Todd Rundgren - baggrundsvokal, elektrisk guitar, keyboard, percussion
- Roy Bittan - klaver, keyboards
- Jim Steinman - keyboards, percussion
- Kasim Sulton - baggrundsvokal, basguitar
- Roger Powell - synthesizer
- Max Weinberg - trommer
- Rory Dodd - baggrundsvokal
- Ellen Foley - baggrundsvokal